# جون لو
جون لو (بالإنجليزية: John Law)‏ هو قاضي ومحامي وسياسي أمريكي، ولد في 28 أكتوبر 1796 في نيو لندن في الولايات المتحدة، وتوفي في 7 أكتوبر 1873 في إيفانسفيل في الولايات المتحدة. حزبياً، نشط في الحزب الديمقراطي. وقد انتخب عضو مجلس نواب إنديانا وانتخب عضو مجلس النواب الأمريكي.